# Campanarazzu
Campanarazzu era l'antico centro abitato di Misterbianco distrutto nel marzo 1669 dall'eruzione vulcanica dell'Etna ed in seguito ulteriormente deteriorato dal terremoto del gennaio 1693; ad oggi dell'antico paese non rimane visibile quasi nulla, in quanto il magma incandescente ricoprì radicalmente tutto il territorio dove sorgevano all'epoca le abitazioni e i luoghi d'interesse.

## Storia

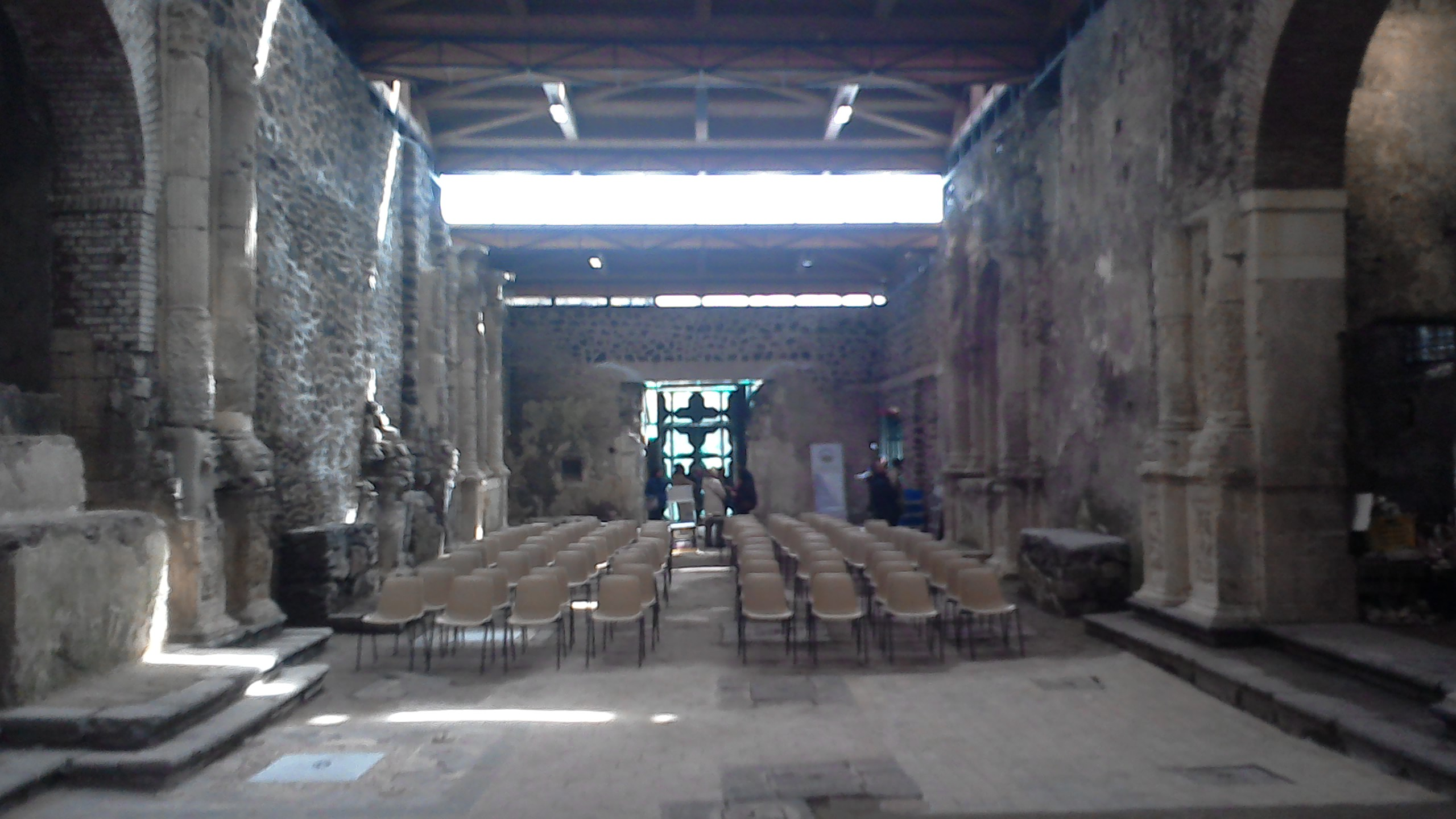
Interno della chiesa

Le prime notizie sull'antico abitato si hanno grazie ad alcuni documenti che ne attestano l'edificazione intorno al 1300 su un territorio che dista circa 3 km dall'attuale centro urbano in direzione nord est rispetto alla posizione attuale di cui si ha la certezza che il primo insediamento fu eseguito da una confraternita di religiosi che vi risiedette all'interno di un monastero bianco (ormai scomparso), il cui nome originario (Monasterium album) deriverebbe l'attuale nome del paese, nonché l'etimologia del nome "Campanarazzu" riferito alla campana dell'omonimo monastero.

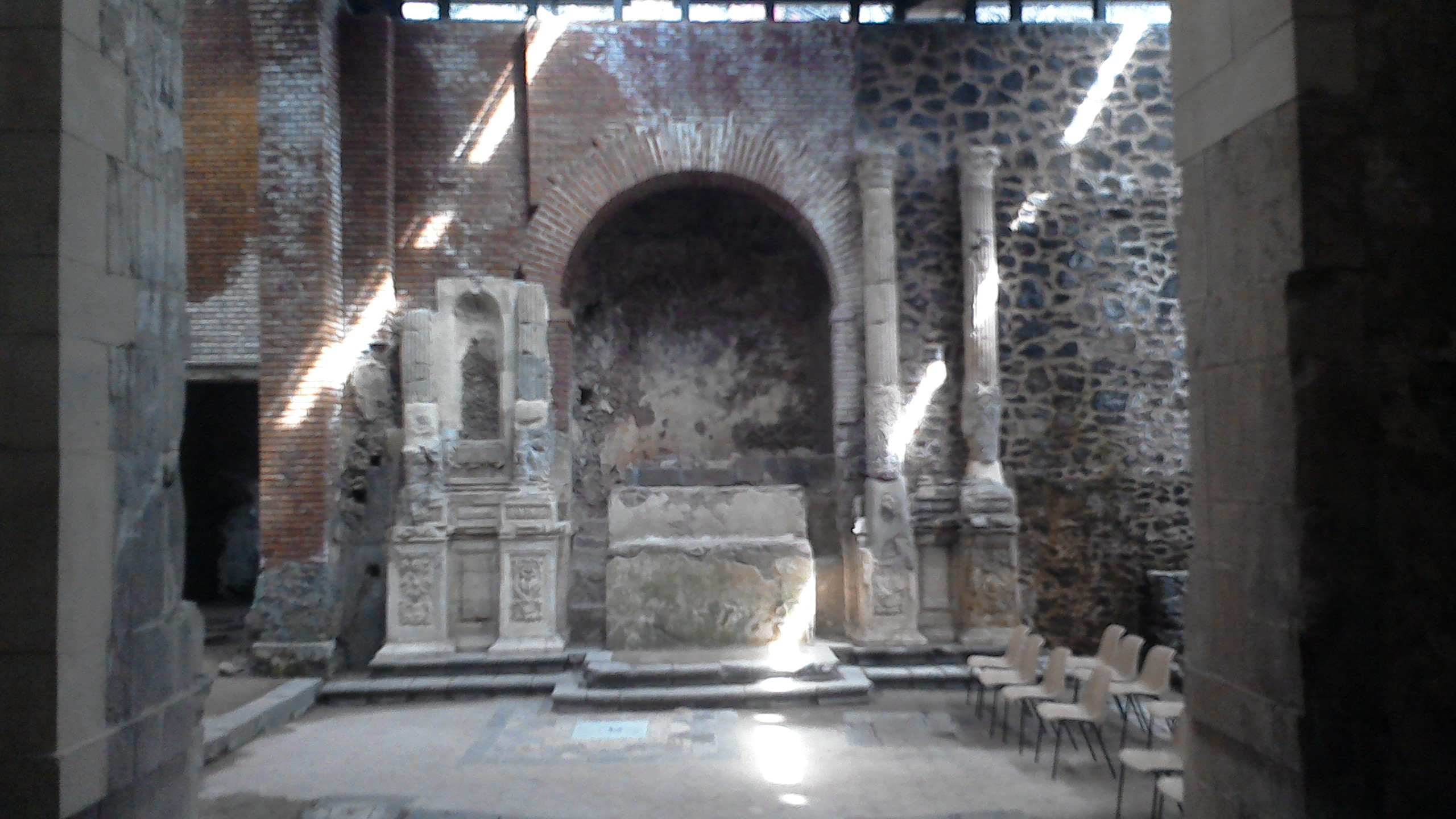
L'altare destro della chiesa

Tra gli oggetti sopravvissuti rimase una campana che significativamente venne posta a metà del percorso tra Misterbianco e Campanarazzu per via del fatto che nel suddetto punto si fermò il flusso del magma; il luogo in cui avvenne ciò è stato chiamato "Aliva m'pittata" (in italiano Ulivo pettorito) in omaggio al robusto albero di olivo su cui venne appesa la campana.
Una volta scampato il pericolo procurato dall'emergenza, la popolazione decise di abbandonare a sé stesso il luogo del disastro per ricostruire di sana pianta il centro cittadino più a valle; questo fece sì che Campanarazzu rimanesse preda delle intemperie e della crescita della vegetazione naturale.

## Situazione recente

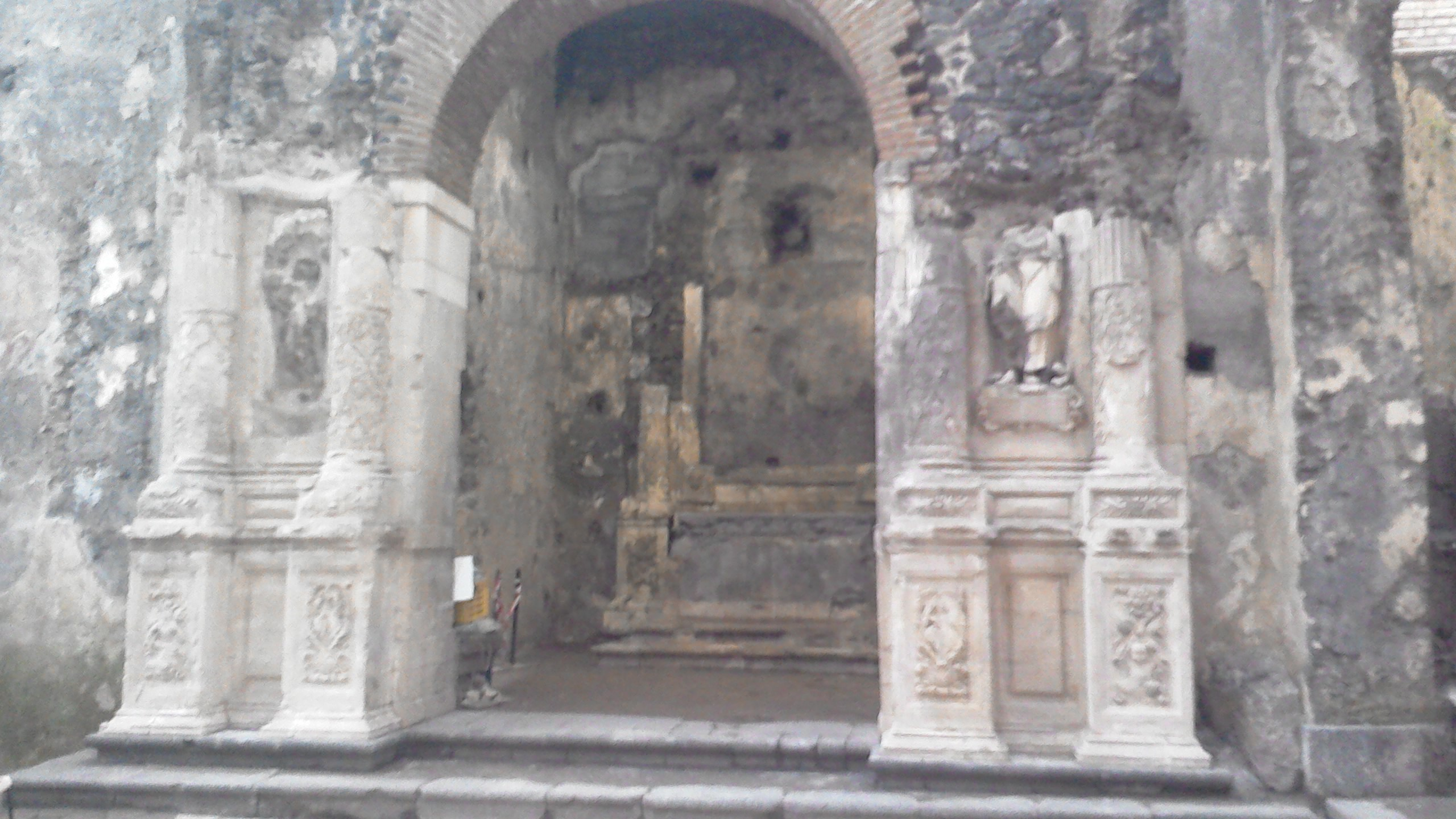
L'altare sinistro della chiesa

A partire dalla seconda metà del XX secolo, l'amministrazione comunale di Misterbianco ha cercato di rivalutare il luogo quale patrimonio artistico e a tal proposito dal 2009, sono iniziati alcuni scavi per riportare alla luce quanto possibile dei resti rimasti sepolti sotto le macerie procurate in larga parte dall'eruzione. Il 21 febbraio 2025 il sito archeologico viene inaugurato e aperto ufficialmente al pubblico; nonostante le incertezze sulle modalità di apertura, gli orari e i giorni di visita si svolgono generalmente ogni domenica dalle 10 alle 12; inoltre nei mesi precedenti all'apertura viene allestita una passerella all'interno dei locali per agevolare il flusso dei visitatori.

## La chiesa

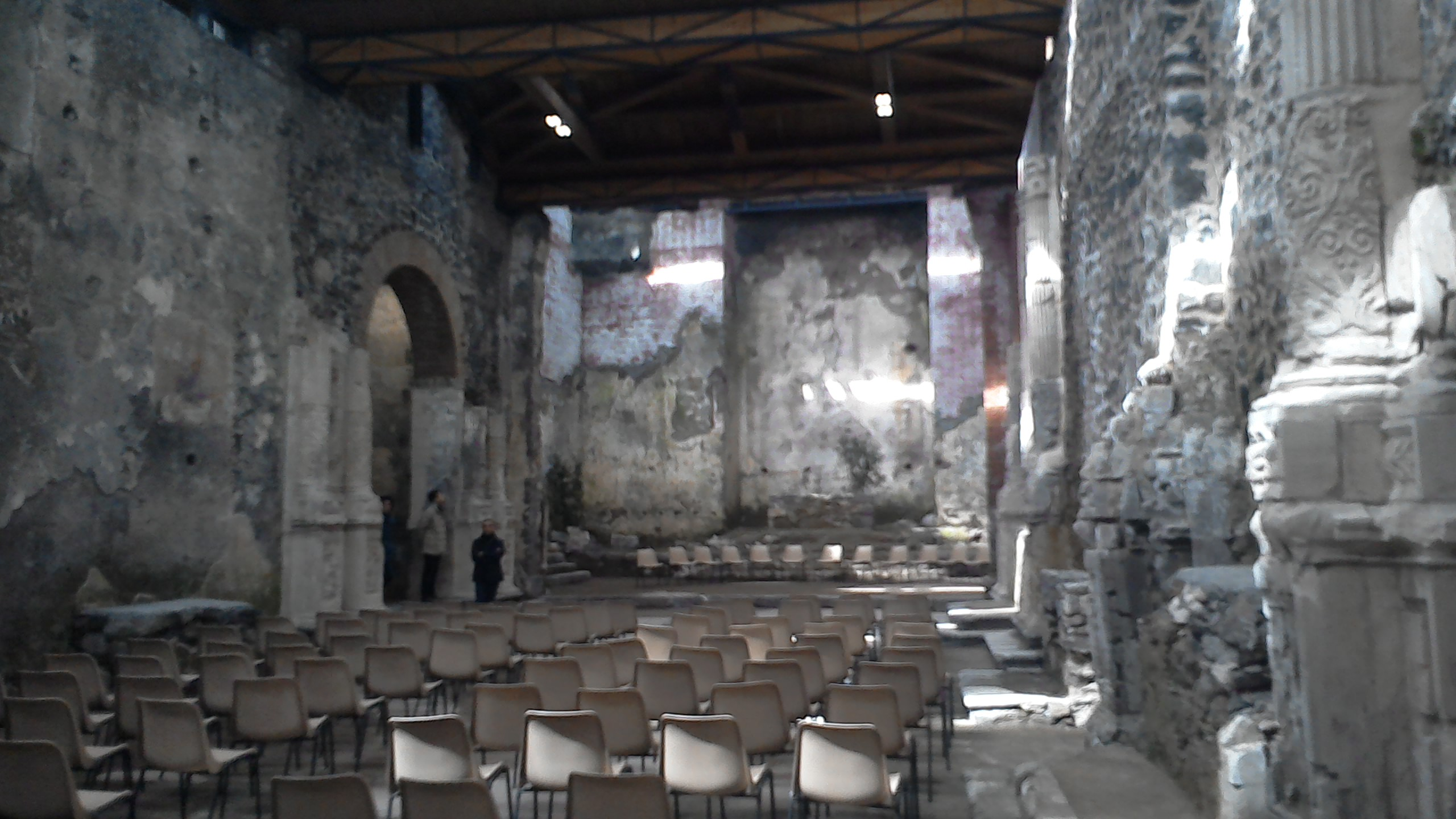
Panoramica dell'interno: in fondo i ruderi dell'altare

Dopo alcuni anni di ricerche, nel 2016 gli scavi hanno permesso di ritrovare la chiesa "matrice" ben conservata (ormai priva di tetto e porte, in seguito ricostruite con attrezzature moderne per evitarne l'entrata delle intemperie) nella quale sono stati ritrovati anche oggetti appartenenti a un periodo postumo al XIV secolo e quindi antecedenti solo di un centinaio d'anni alla colata lavica del 1669. Fino al 20 febbraio 2025, il sito archeologico non era aperto al pubblico, in quanto ancora cantiere in fase di lavorazione; era possibile però effettuare delle visite guidate dietro precise richieste in giorni e orari prestabiliti.

## Aree naturali
A poche centinaia di metri dal sito archeologico è presente un piccolo parco con giochi per bambini e un boschetto la cui vegetazione è cresciuta sui resti delle rocce che un tempo formavano l'antico abitato. A differenza del sito archeologico, il parco e il boschetto sono permanentemente accessibili, regolamentati però da orari precisi per stazionarvi.